# Единое преступление
Единым, или единичным преступлением признаётся деяние, которое содержит состав одного преступления, квалифицируется по одной статье уголовного закона или её части. Нормативное определение единичного преступления даётся, например, в Уголовном кодексе Латвии: «Отдельным (единым) преступным деянием признается одно деяние (действие или бездействие), имеющее признаки состава одного преступного деяния или двух, или нескольких связанных между собой преступных деяний, которые охватываются единым умыслом виновного лица и которые соответствуют признакам состава только одного преступного деяния».

## Признаки единичного преступления
Признаки единичного преступления называет, например, Н. С. Таганцев, который считал, что «деятельность одного виновного или/и нескольких соучастников, воспроизводящая, в её совокупности, законный состав какого-либо преступного деяния, почитается единичным преступным деянием, во-первых, когда она является осуществлением одного преступного намерения и, во-вторых, когда она хотя и воплощает различную виновность, но объединённую в понятие единого преступления особым указанием закона».

## Разграничение единичного преступления и множественности преступлений
Как правило, разграничение единичного преступления и множественности деяний не вызывает сложностей. Простое единичное преступление посягает на один объект, состоит из одного действия или бездействия, совершается с одной формой вины (пример такого преступления — ч. 1 ст. 112 УК РФ). Не вызывает сложностей квалификация такого преступления: оно полностью охватывается признаками одного состава, и квалифицируется по одной статье особенной части УК.
Однако в некоторых случаях внешне схожие со множественностью преступлений деяния, состоящие из ряда тождественных или разнородных действий, признаются единым преступлением, которое квалифицируется по одной статье уголовного закона. Такое единое преступление называется сложным. Выделяется несколько видов сложного единого преступления: длящееся, продолжаемое, составное, с несколькими альтернативными действиями, с двумя обязательными действиями, двуобъектные и многообъектные, с двумя формами вины, с дополнительными тяжкими последствиями, с неоднократно совершаемыми действиями.

## Длящееся преступление
Длящееся преступление определяется как длительное невыполнение виновным обязанностей, которые возложены на него под угрозой уголовного преследования. В российской дореволюционной литературе давалась такая характеристика: длящееся преступление — это «такое, которое, раз совершившись, не оканчивается этим моментом, но постоянно и непрерывно возобновляется, образуя как бы преступное состояние лица, связующее в глазах закона всю его деятельность в единое целое, длящееся до окончания этой деятельности, до наступления какого-либо обстоятельства, указывающего на её прекращение».
Нормативное определение длящегося преступления содержится в УК Узбекистана: «… не признается повторным преступление, состоящее в длительном невыполнении обязанностей, характеризующееся непрерывным осуществлением состава одного длящегося преступления». Схожее определение содержится и в УК Туркменистана. Это понятие известно также французской уголовно-правовой доктрине: длящимися считаются преступления, которые «растянуты во времени и совершаются путём постоянного повторения намерения виновного лица после осуществления первоначального умышленного акта»
Например, длящимся преступлением является незаконное хранение огнестрельного оружия: оно начинается с момента приобретения лицом оружия и заканчивается в момент выхода оружия из незаконного владения (вследствие действий самого виновного, вмешательства правоохранительных органов или иных обстоятельств, например, смерти виновного).

## Продолжаемое преступление
Последовательность совершённых виновным юридически однородных деяний, направленных на один и тот же объект и охватываемых единым умыслом виновного, может образовывать продолжаемое преступление. Продолжаемым преступлением может являться, например, хищение из библиотеки многотомного собрания сочинений, совершаемое по одному тому за раз; хищение запчастей с завода с намерением в последующем собрать из них автомобиль и т. д.
Нормативное определение продолжаемого преступления содержится во многих уголовных кодексах стран мира. В УК Узбекистана отмечается, что не признается повторным преступление, состоящее из ряда тождественных преступных деяний, охватываемых общим умыслом, направленных к единой цели и составляющих в совокупности одно продолжаемое преступление (ст. 32). В ст. 12 УК Польши также говорится: «Два или более деяния, совершенные в короткий промежуток времени, направленные на выполнение заранее возникшего намерения, считаются единым запрещенным деянием, если предметом посягательства является личное благо, условием признания нескольких деяний как единого запрещенного деяния является один и тот же потерпевший». УК Голландии называет такие преступления продолжаемой деятельностью. Так, в ст. 56 говорится: «1. Если несколько действий связаны таким образом, что их можно считать одной продолжаемой деятельностью, независимо от того, является ли каждое само по себе преступлением или проступком, должна применяться только одна норма. Если они различаются по строгости, должна применяться норма, содержащая самое строгое основное наказание». В п. 2 уточняется, что, например, подделка монеты и её последующее использование должны квалифицироваться по одной статье, так как являются продолжаемой преступной деятельностью.
В отличие от длящегося преступления, исполнение продолжаемого преступления является дискретным: отдельные преступные деяния в таком преступлении совершаются не непрерывно, а периодически с небольшими интервалами.
Продолжаемое преступление является оконченным с момента совершения последнего из задуманных виновным действий.
Спорным в уголовно-правовой теории является вопрос о том, должны ли деяния, составляющие продолжаемое преступление, сами по себе, в отдельности также быть преступными. Одни учёные рассматривают их как самостоятельные преступления, другие же считают, что такие деяния могут быть в том числе административными правонарушениями, либо же вообще ненаказуемыми деяниями. В любом случае, такие деяния не подлежат отдельной квалификации, поскольку они не имеют самостоятельного значения и представляют собой лишь отдельный элемент достижения виновным общей преступной цели.

## Составное преступление
Совокупность действий, каждое из которых является преступным само по себе, в случаях, предусмотренных законом, может образовывать составное преступление. Примером такого преступления могут служить массовые беспорядки (ст. 212 УК РФ), которые могут включать акты уничтожения и повреждения имущества, краж, грабежей, причинения вреда здоровью и т. д., причём совершение всех этих деяний наказывается только по ст. 212 УК РФ.
Не являются составными такие деяния, в которых одно из совершаемых виновным деяний является преступным и наказуемым, а другие нет: примером такого деяния является изнасилование, состоящее из применения насилия и совершения полового акта.

## Другие виды сложного преступления
Объективная сторона преступления с альтернативно предусмотренными действиями включает два и более действия, осуществление которых влечёт уголовную ответственность, причём достаточно, чтобы виновный совершил хотя бы одно из них. Совершение дополнительных действий, входящих в объективную сторону такого деяния, не образует множественности и не меняет его уголовно-правовой квалификации, хотя и учитывается при назначении наказания.
Преступление с двумя обязательными действиями, как и преступление с двумя альтернативными действиями, включает в себя несколько действий, однако совершения одного из этих действий недостаточно для привлечения лица к ответственности: необходимо, чтобы были совершены все указанные действия. Если совершено только одно из этих действий, имеет место покушение на преступление. Два обязательных действия включают составы изнасилования, вымогательства, хулиганства, похищения человека.
Структура состава некоторых преступлений включает в себя два и более непосредственных объекта. Такие преступления могут быть составными (например, это пиратство, массовые беспорядки), однако и не являться таковыми: например, воспрепятствование законной предпринимательской или экономической деятельности, осуществлённое должностным лицом (ст. 169 УК РФ), хотя и не является составным деянием, однако посягает на несколько объектов: нормальный порядок осуществления предпринимательской деятельности и нормальная деятельность органов государственной власти и местного самоуправления; другим примером такого деяния является изнасилование, которое посягает на половую свободу (половую неприкосновенность) и здоровье потерпевшей.
В некоторых случаях вина в конкретном деянии может носить сложный характер. Преступник может рассчитывать причинить одно последствие (например, тяжкий вред здоровью), но в результате какого-либо допущенного им просчёта причинить более тяжкое последствие (смерть). В других случаях помимо желаемого преступного результата может быть по неосторожности причинён также другой, неоднородный с ним и, как правило, являющийся более тяжким (например, таким результатом является смерть потерпевшей при незаконном производстве аборта).